# Latrecey-Ormoy-sur-Aube
Latrecey-Ormoy-sur-Aube is een gemeente in het Franse departement Haute-Marne (regio Grand Est) en telt 339 inwoners (1999). De plaats maakt deel uit van het arrondissement Chaumont.

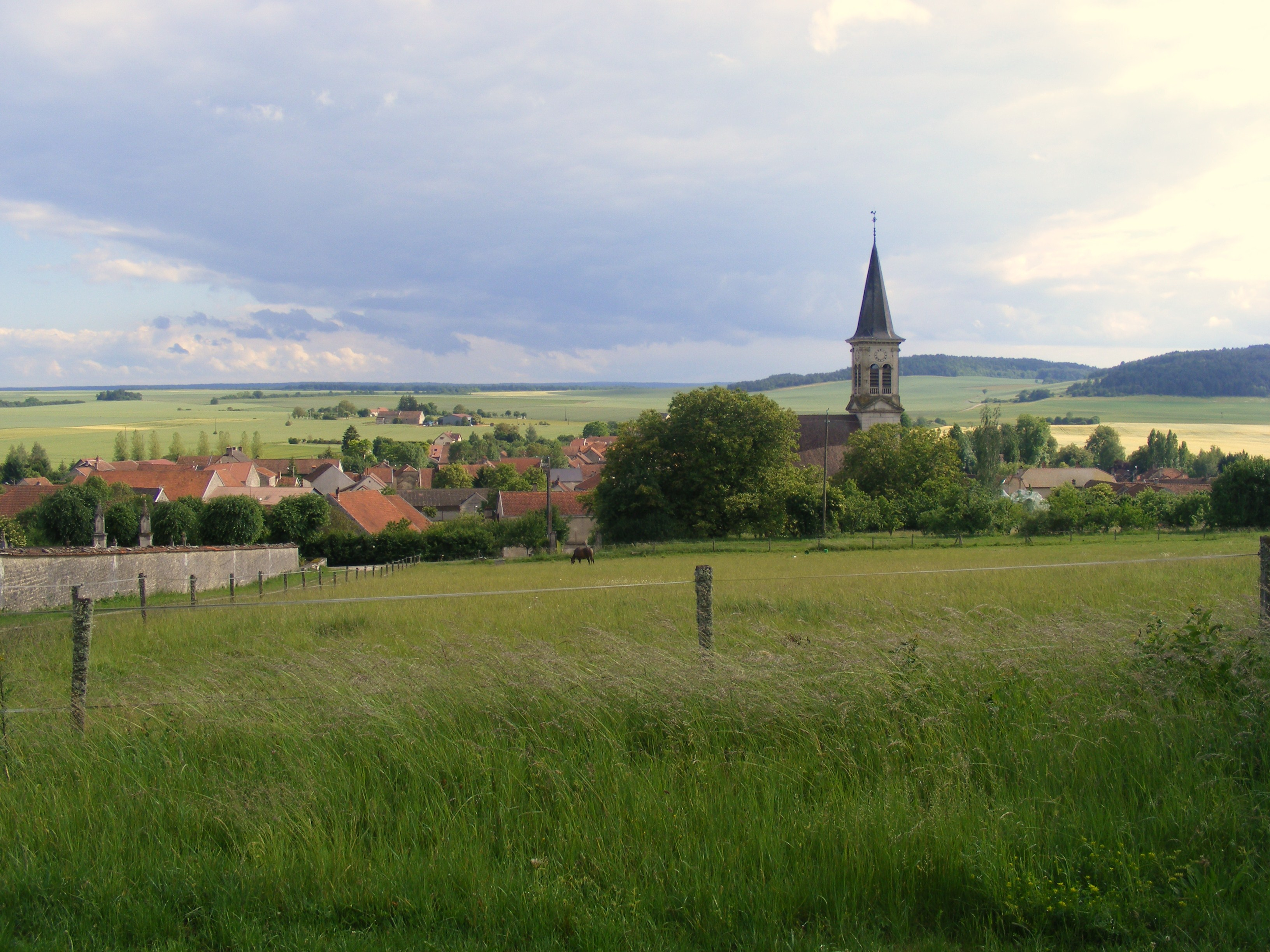
Latrecey
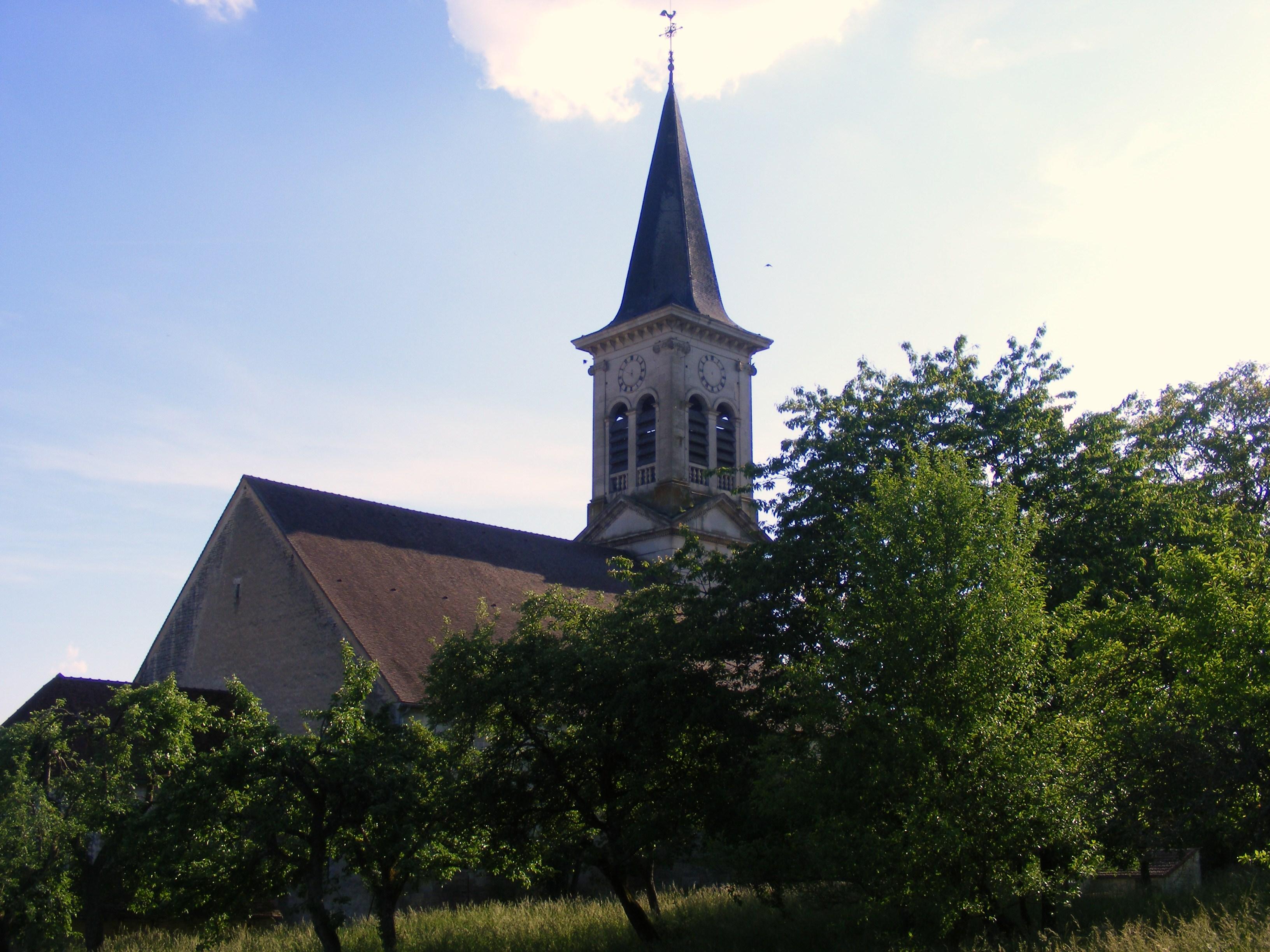
Kerk van Latrecey

## Geografie
De oppervlakte van Latrecey-Ormoy-sur-Aube bedraagt 46,4 km², de bevolkingsdichtheid is 7,3 inwoners per km².
De onderstaande kaart toont de ligging van Latrecey-Ormoy-sur-Aube met de belangrijkste infrastructuur en aangrenzende gemeenten.

## Demografie
Onderstaande figuur toont het verloop van het inwonertal (bron: INSEE-tellingen).

1. ↑  Populations de référence 2022.